# Leptotarsus eshowensis
Leptotarsus eshowensis är en tvåvingeart som först beskrevs av Alexander 1960.  Leptotarsus eshowensis ingår i släktet Leptotarsus och familjen storharkrankar. Inga underarter finns listade i Catalogue of Life.